# Riu Tocantins
El riu Tocantins és un riu brasiler de gran llargària que neix a la Serra Dourada, estat de Goiás, travessa Tocantins, Maranhão i desemboca a la badia de Marajó, poc abans de la ciutat de Belém. La conca del riu recull les aigües d'un altre curs important, l'Araguaia. Poc abans de la desembocadura, conflueix amb el riu Pará, un ramal de l'Amazones. Per aquest motiu, es considera que la boca del Tocantins forma part també del gran estuari de l'Amazones.
El territori drenat pel riu, d'aigua clara però pobre en nutrients, poc iònica i carregada de sediments. Es relativament pla amb enormes àrees inundables que creen boscos amazònics de sorra blanca. Els terrenys són rics en nutrients en moltes zones però infèrtils en altres.
Amb un recorregut de 2.450 km, es tracta del segon riu més llarg que transita íntegrament per terres brasileres, darrera del riu São Francisco. En època de pluges, la seva navegabilitat és d'uns 2.000 km, des de Lajeado (Tocantins) fins a l'estuari marajoara.

## Recorregut
La seva llargària és de 2.600 quilòmetres, dels quals 2.000 són navegables durant la temporada d'inundacions, malgrat que només hi poden transitar embarcacions de baix calat. Neix a l'estat de Goiás en la divisió dels municipis d'Ouro Verde de Goiás i Petrolina de Goiás, propers a Anápolis. Passa pels estats de Tocantins, Maranhão i Pará, i finalment desemboca a la badia de Marajó (que també rep el nom de golf Marajoara).
Al seu curs superior, el riu presenta ràpids i cascades, que són menys freqüents al tram mig, on s'hi troben illes i platges de roca i de sorra. En el curs inferior hi ha molts llacs marginals i nombroses illes de fang, un ecosistema que està influït per la pujada i baixada del cabal i pels cicles de marees, tot i que la construcció de la presa de Tucuruí ha permès controlar millor els nivells d'aigua. Els llacs inundables i boscos inundats estacionalment componen un sistema fràgil i complex, hàbitats clau per al manteniment de xarxes alimentàries aquàtiques, però que la intervenció humana posa en risc.

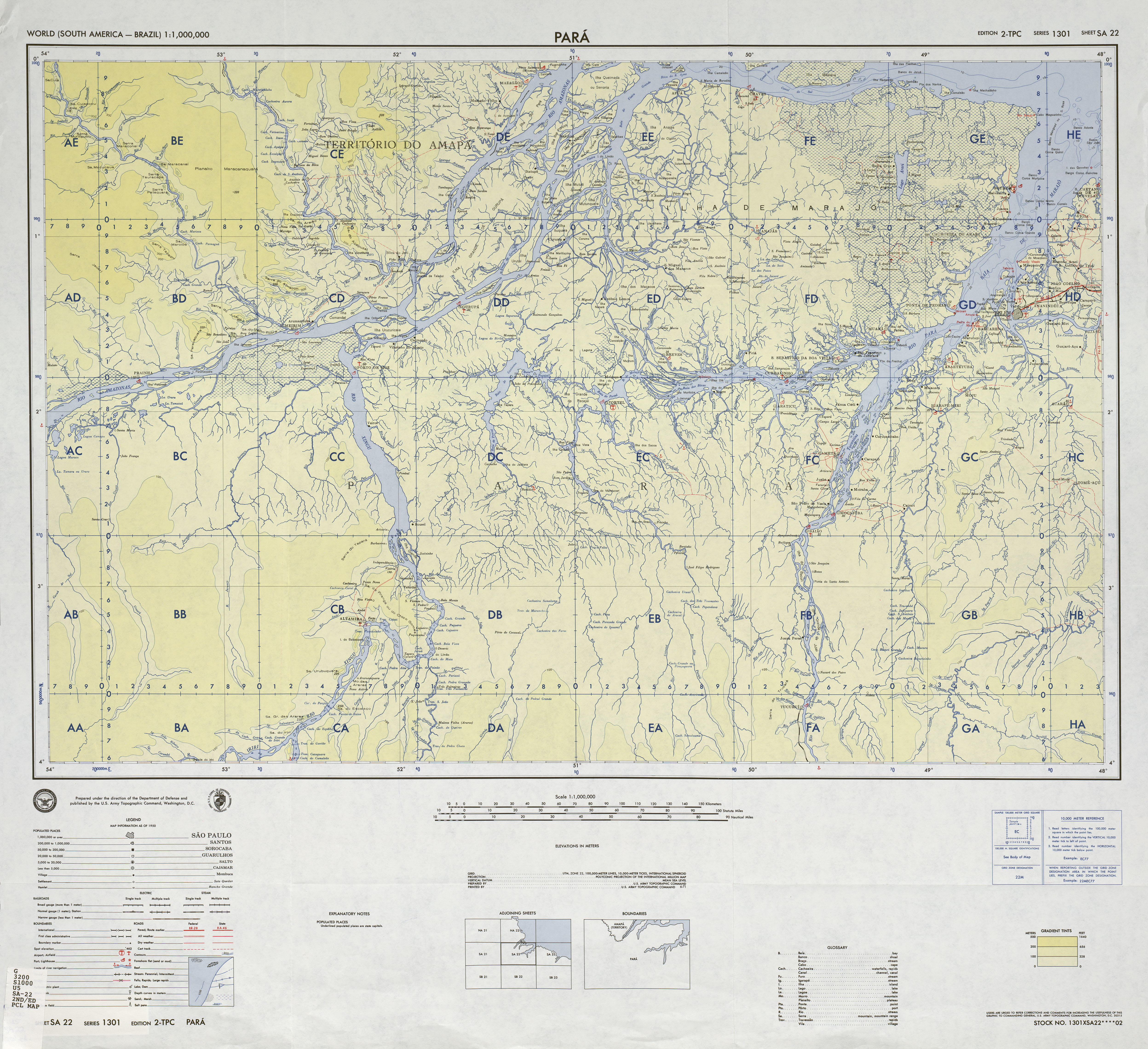
Mapa de l'illa de Marajó, amb l'estuari del Tocantins a la cantonada superior dreta

En l'estuari es troba l'illa de Marajó, coneguda per ser l'illa fluviomarítima de major superfície en tot el món. A l'illa s'hi troba el major nombre de búfals asiàtics domèstics del país, amb més de 600.000 caps. A la riba sud està situada Belém, la capital de l'estat de Pará. La seva regió metropolitana acull 2,5 milions d'habitants.

## Cabal
El cabal hidràulic del riu Tocantins té una mitjana descàrrega d'11.000 metres cúbics per segon però és molt sensible al clima i la geografia en els quals es troba, de manera que es caracteritza per dues estacions molt clares.
L'època humida es produeix d’octubre a abril. El cabal màxim mitjà supera els 20.000 m³/s durants les inundacions, que acostumen a succeir entre febrer i abril, amb pics al febrer (Tocantins superiors) i al març (curs mig i inferior). El sistema Tocantins-Araguaia s'asseca de maig a octubre, sent en setembre quan trobem el nivell més baix de cabal, quan no arriba als 3.000 m³/s.

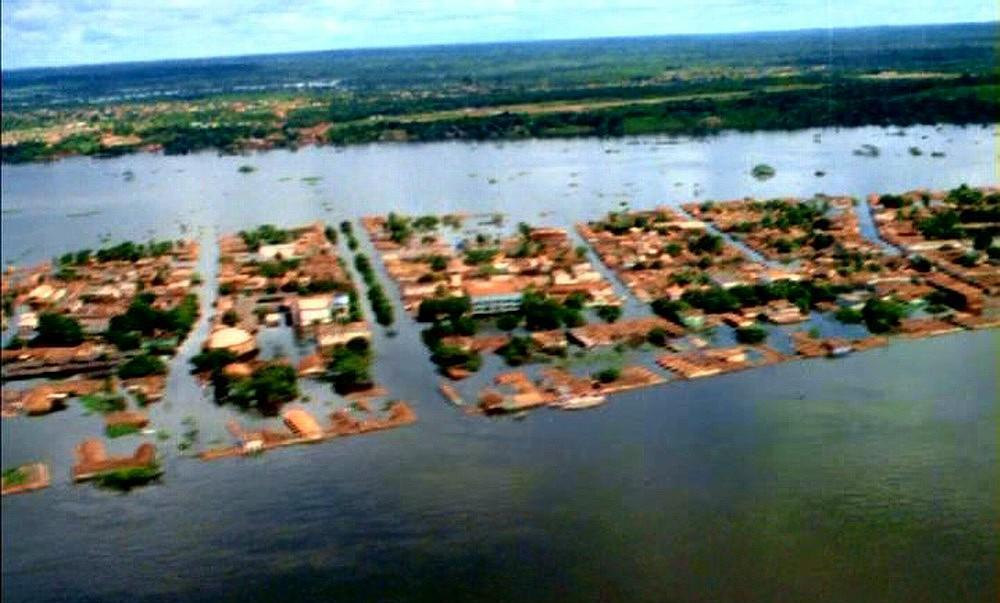
La ciutat de Marabá inundada.

El cabal màxim registrat al riu Tocantins va ser el 3 de març de 1980, arribant aproximadament als 70.000 m³/s a la rodalia de Tucuruí. Aquella setmana, les crescudes van arribar als vint metres d'alçada. Encara cinc dies després, la ciutat de Marabá es trobava pràcticament submergida sota les aigües del riu.

## Hidrografia

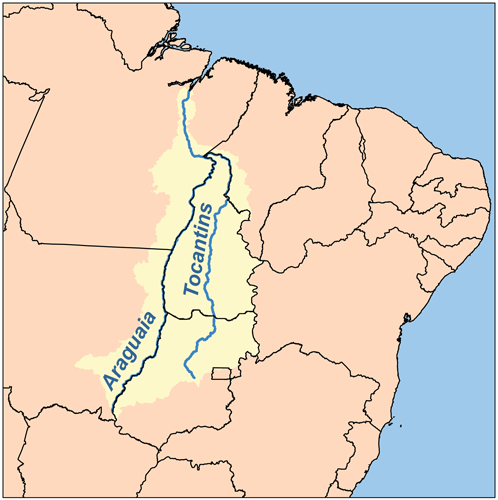
Conca del sistema Tocantins - Araguaia.

La regió hidrogràfica Tocantins - Araguaia és una de les dotze que existeixen al Brasil, tractant-se de la segona més extensa amb gairebé un milió de km², un 9,5% del territori nacional. Entre els afluents del Tocantins, trobem el riu Paranã, el Maranhão, l'Almas, el Santa Teresa, el Sono i el principal, el riu Araguaia. Aquest, per la seva part, rep les aportacions dels rius Vermelho i Mortos.
En el recorregut de l'Araguaia, que neix a la Serra dels Caiapós, cal destacar l'existència d'una bifurcació en el trifini de Mato Grosso, Tocantins i Goiás. El curs principal, segueix en direcció nord pel seu braç oest, mentre que el ramal est, conegut com riu Javaés, continua en paral·lel i s'uneix de nou al corrent principal, 350 km després. Així es forma l'illa fluvial més extensa del món, que té una amplada de fins 50 km i rep el nom d'illa del Bananal.
En el tram final del Tocantins hi conflueix el riu Pará, que també rep el nom de Furo de Santa Maria. Es tracta d'un canal d'aigües negres d'uns 200 km de llargada, límit occidental de l'illa de Marajó i que connecta el Tocantins amb l'Amazones. No es pot considerar que sigui un afluent de cap d'aquests dos, ja que la innexistència de desnivell a la seva llera i la presència de fortes corrents d'un i altre fa que, en realitat, presenti corrents en ambdós sentits.

## Flora

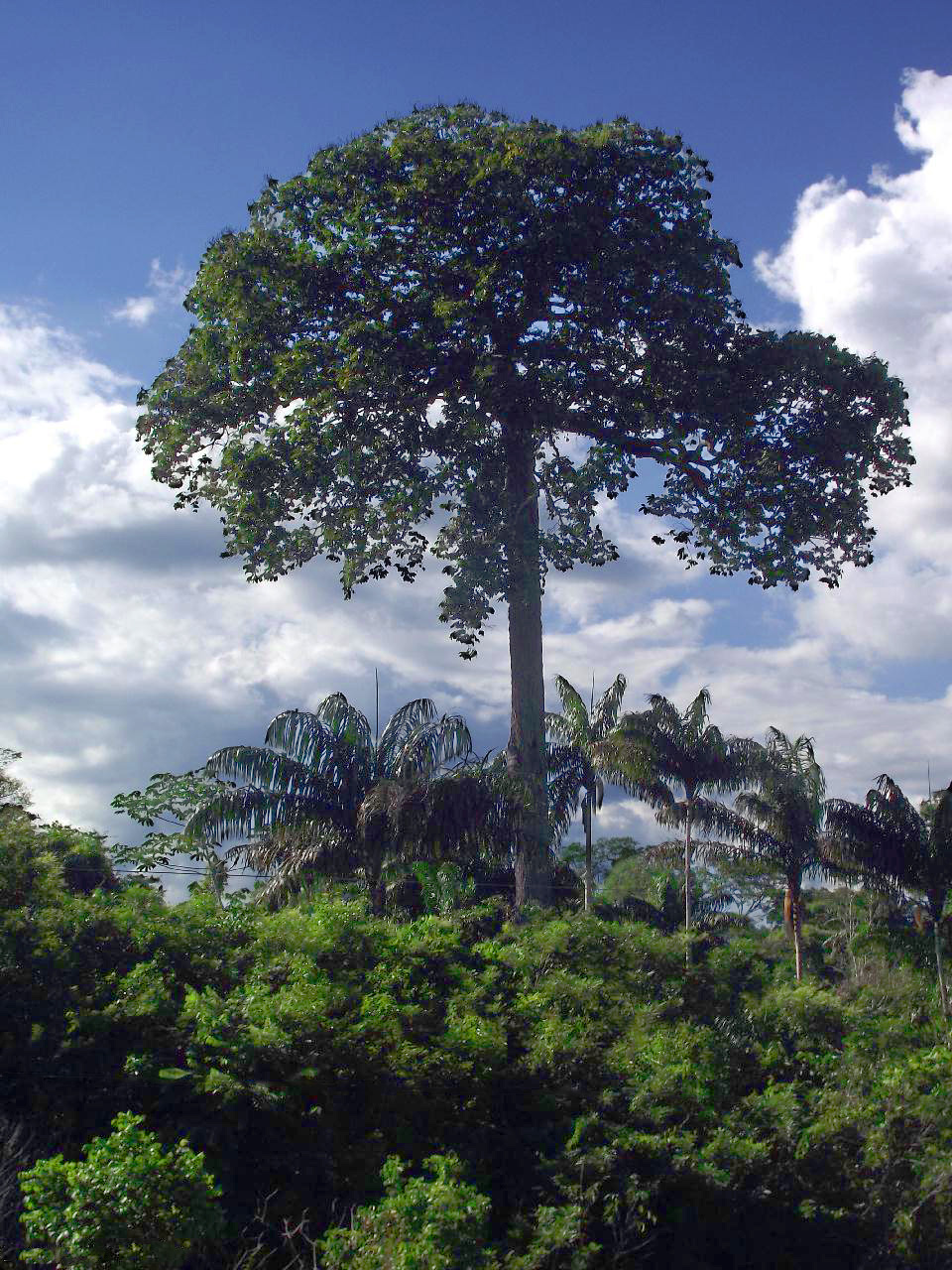
Castanyera de nous del Brasil.

La conca del Tocantins travessa dos tipus de vegetació ben diferenciada. Si en el curs baix del riu és eminentment selva tropical, en els cursos alt i mig trobem la flora característica del cerrado brasiler. Al curs mig i baix del riu s'hi troben les majors extensions d'arbres castanyers de l'Amazones, principalment nous del Brasil (castanhas do Pará).
A la conca només s'hi troben 5 àrees protegidesː la reserva d'Águas Emendadas, el Parc Nacional de la Chapada dos Veadeiros, el Parc Nacional d'Araguaia, la Reserva Indígena d'Araguaia i la reserva de Mocajuba. L'any 2019 es va crear el projecte Juntos pelo Araguaia, que proposa mesures per recuperar les àrees forestals d'aquest riu, conservació del sòl i sanejament de les aigües residuals dels municipis de la seva riba.

## Fauna

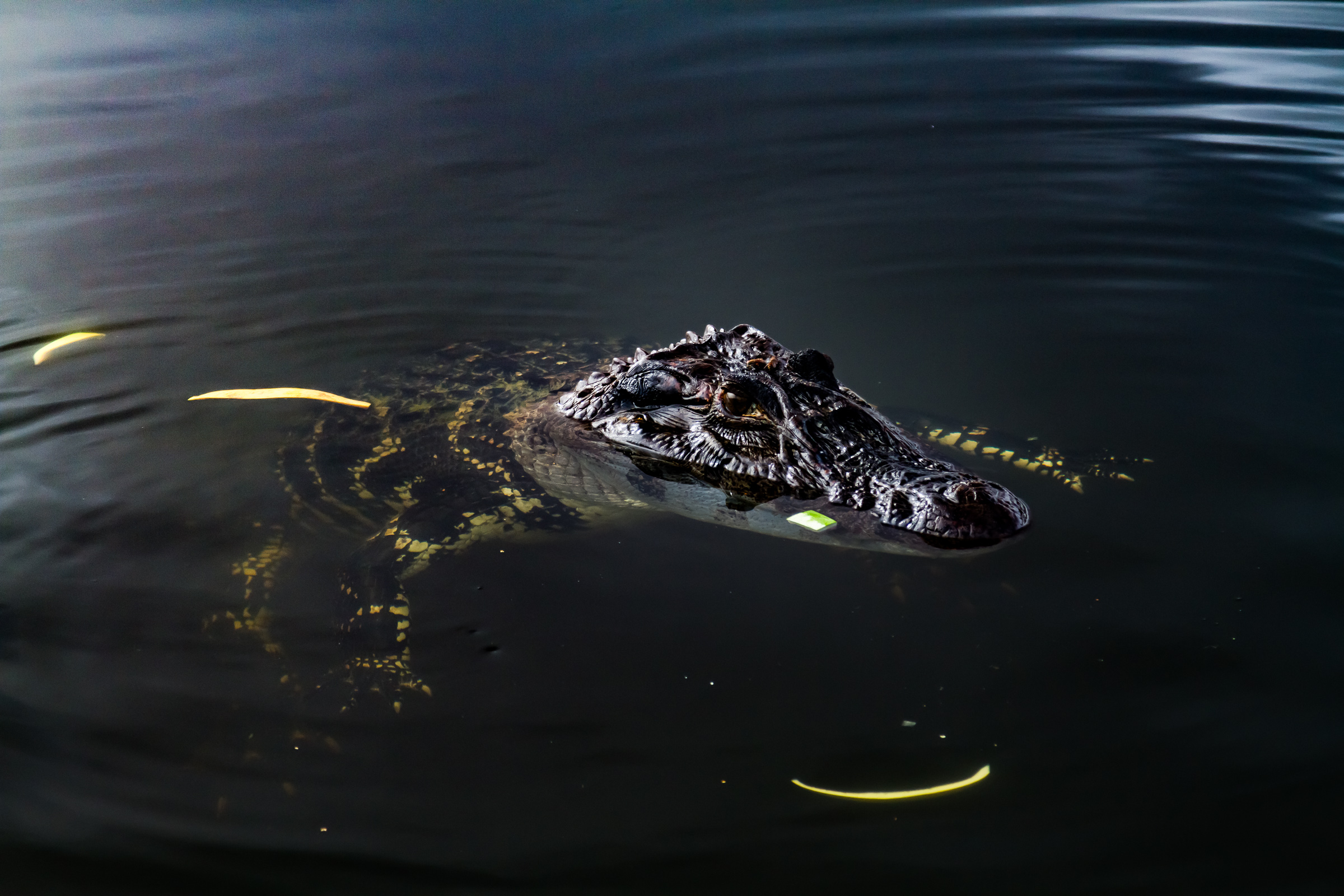
Melanosuchus niger (caiman negre).

La regió del Tocantins és biològicament rica, amb moltes espècies endèmiques. Es coneixen 153 espècies de mamífers registrats, vuit d'ells primats, 21 rosegadors i més de 90 espècies de ratpenats. Es poden trobar altres espècies comː caiman comú, caiman negre, podocnemis unifilis, manatí amazònic i dues espècies de dofins de riu: el dofí de l'Amazones i el tucuxi. La diversitat d'aus és particularment alt, amb 527 espècies conegudes, entre elles tucans, falcons i el guacamai roig alagroc.
Els rius Tocantins-Araguaia alberguen més de 300 espècies de peixos, de 30 famílies diferents. Tanmateix, es considera una diversitat baixa de peixos segons els estàndards amazònics. La majoria de les espècies són migratòries, amb migració reproductiva riu amunt d’octubre a març, amb les primeres pluges temporada, tornant al final de la temporada d’aigües altes.

## Geologia
Les valls planes i amples, compostes de sorra i argila, tant del Tocantins com de l'afluent Araguaia, estan dominades per gorges escarpades. Són els marges dels grans altiplans de gres, de 300 a 600 metres d’altitud sobre el nivell del mar, a través dels quals els rius han erosionat els seus llits profunds. Al voltant de l'estuari del Tocantins, el gran altiplà desapareix per donar lloc a una part de la plana al·luvial mig submergida, coberta de bosc, que s'estén cap al nord-est i a l'oest.

## Centrals hidroelèctriques

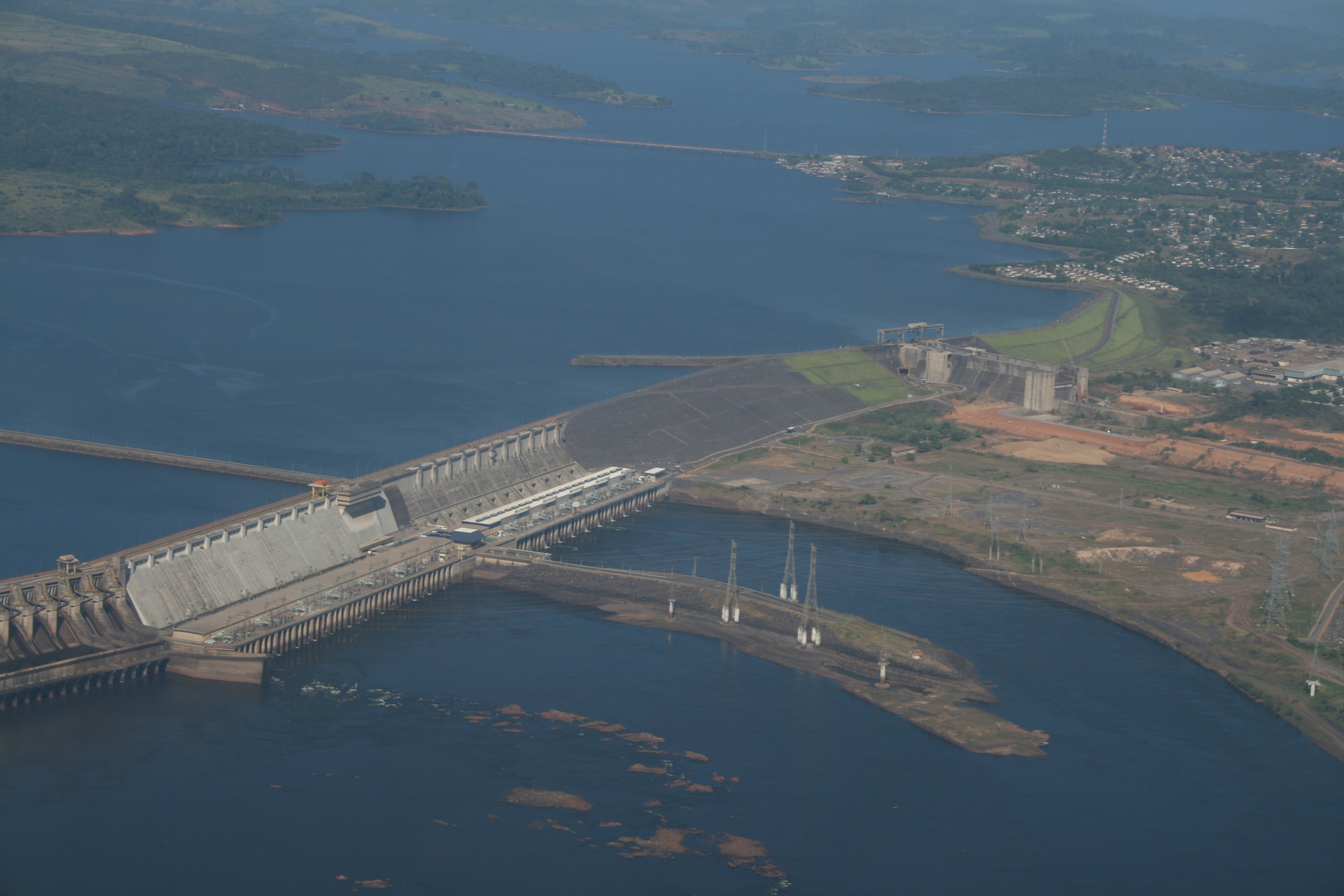
Central Hidroelèctrica de Tucuruí.

Hi ha set preses al riu (Cana Brava, Serra da Mesa, S̩ão Salvador, Luiz Eduardo Magalhães, Estreito, Tucuruí i Peixe Angical), de les quals les majors són la presa de Tucuruí i la de Serra da Mesa. Riu avall de la confluència amb l'Araguaia, a l'estat de Pará, el riu solia tenir moltes cascades i ràpids, però van ser inundats a principis de la dècada de 1980 pel llac artificial creat per la central hidroelèctrica de Tucuruí, una de les més grans del món. En conjunt, la conca Tocantins - Araguaia és la segona que més electricitat genera del país.
Quan es va completar la segona fase del projecte Tucuruí el 30 de novembre de 2010, es va establir un sistema de rescloses anomenat Eclusas do Tucuruí amb l'objectiu de recuperar la navegabilitat del riu, que havia quedat suspesa degut al desnivell de 75 metres que s'havia de salvar després de construir-hi la central. La navegabilitat del Tocantins i l'Araguaia és d'extrema importància per transportar-ne la monoproducció latifundista de cereals, que des dels anys vuitanta és massiva en els estats banyats per aquesta conca.

## Ocupació humana

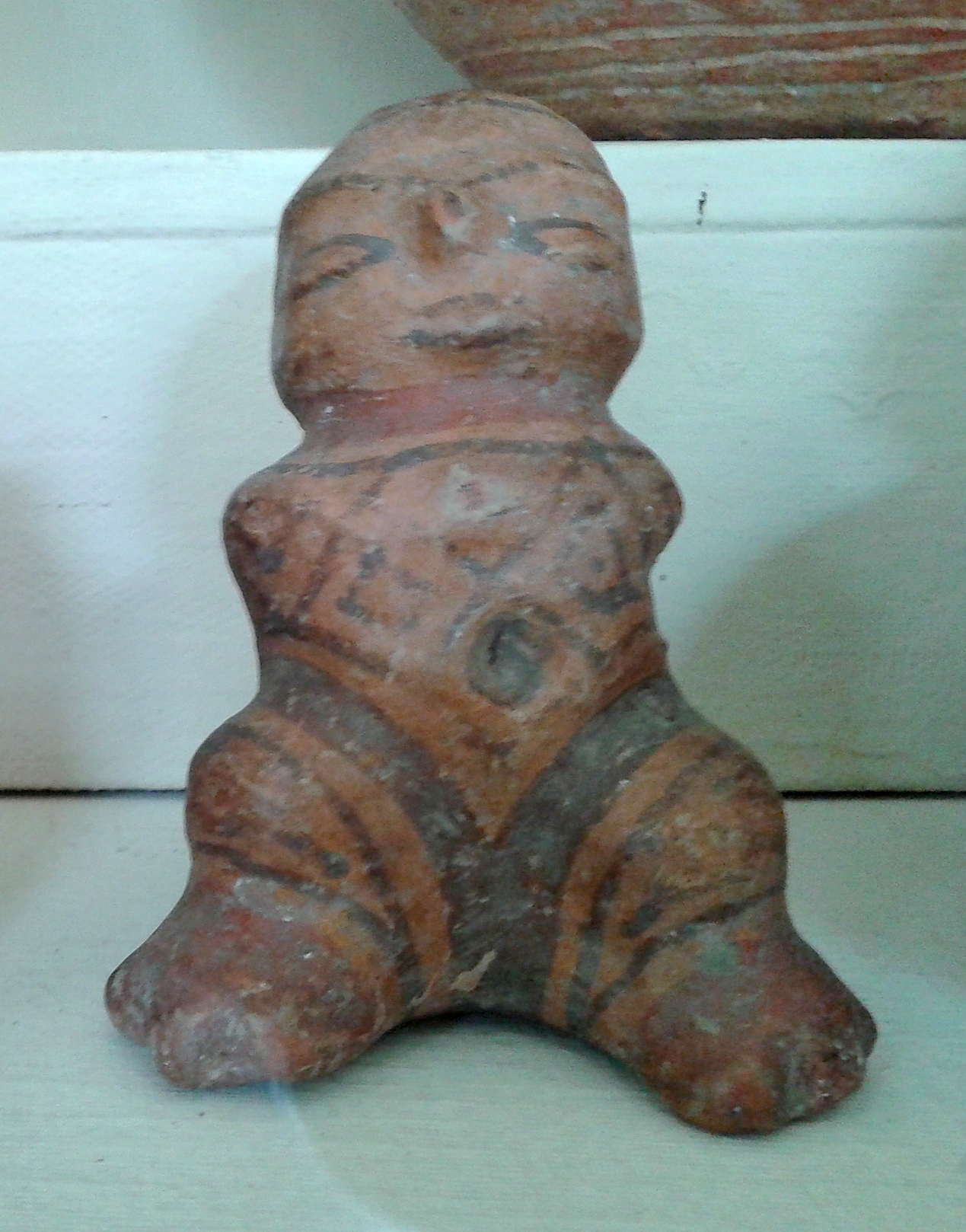
Ceràmica marajoara.

L’ocupació humana a la regió comença fa entre 11.000 i 12.000 anys enrere, amb la primera evidència de presència humana al Tocantins mitjà. Aquest període correspon al començament de l'Holocè, dins del Període lític d'Amèrica. El període de colonització portuguesa va començar el 1625, quan un grup de missioners jesuïtes va establir el primer assentament al Tocantins central.
A l'illa de Marajó es trobava un poble precolombí, els marajoaras, que va arribar a formar una civilització d'entre 40.000 i 100.000 persones. Sorgits aproximadament al segle v, tenien una estructura matriarcal. Sembla que la seva desaparició va ser anterior a l'arribada dels europeus a terres sud-americanes.

## Etimologia
Tocantins és un terme originat en la llengua tupí: significa "bec de tucà", mitjançant la combinació de tukana (tucà) i tim (bec). El riu dona nom a l'estat de Tocantins, el més recent de la República Federativa de Brasil, territori que fins llavors havia format part de l'estat de Goiás.